# 司马𡰥
司马𡰥（?—?），又作司马夷，秦朝末年将领。
司马𡰥是秦将章邯别将，章邯击败陈胜后，派他率军北定楚地，攻克相县（今安徽省淮北市西北相山区），兵至砀县（今河南省永城市东北）。东阳甯君、沛公刘邦引兵西向，与他在萧县（今安徽省萧县西北）之西交战，反秦武裝不胜。回军收兵聚守留县，秦二世二年（前208年）二月，引兵攻砀县，曹参、樊哙与司马𡰥在砀东作战，反秦武裝击败秦军，斩首十五级，三天攻取砀县。于是收砀县兵，得五六千人。再攻克下邑（今安徽省砀山县）。